# DB증권
DB증권(DB證券, 영어: DB Securities)은 대한민국의 증권업을 영위하는 기업이자 DB그룹의 금융 부문 자회사다. 1982년 12월 국민투자금융으로 설립되었으며, 1988년 6월 한국거래소에 상장하였으며, 1991년 6월 '금융기관의 합병과 전환에 관한 법률'에 따라 증권으로 전환인가를 취득하여 1991년 7월 사명을 동부투자금융에서 동부증권으로 변경하였다. 2004년 6월 겟모어증권을 흡수합병하였다. 2017년 11월 사명을 동부증권에서 DB금융투자로 변경하였다. 2025년 4월 사명을 DB금융투자에서 DB증권으로 변경하였다.

## 취급 업무
- 주식
- 펀드
- 체크카드

## 같이 보기
- 증권
- DB그룹
- 김준기